# Верита I (Катанцаро)
Верита I је насеље у Италији у округу Катанцаро, региону Калабрија.
Према процени из 2011. у насељу је живело 167 становника. Насеље се налази на надморској висини од 95 м.